# Thomas Greiner
Thomas Greiner, född den 3 maj 1963 i Dresden i Tyskland, är en östtysk roddare.
Han tog OS-guld i fyra utan styrman i samband med de olympiska roddtävlingarna 1988 i Seoul.